# Mikołaj Kazimierz Kossakowski
Mikołaj Kazimierz Kossakowski herbu Ślepowron (zm. w 1661 roku) – podsędek bracławski już w 1645 roku.
Syn Jana i Libiszowskiej. Żonaty z Tacjanną Czyżewską i Zofią Czuryłówną. Z pierwszą żoną miał córkę Krystynę Konstancję, z drugiej syna Mikołaja.
Poseł na sejm 1645 roku i sejm 1646 roku.
Elektor Jana II Kazimierza Wazy.
Poseł sejmiku bracławskiego na sejm 1649/1650 roku, sejm 1650 roku, sejm zwyczajny 1652 roku.